# Alice Tegnér-musikpriset
Alice Tegnér-musikpriset var ett svenskt musikpris, instiftat i Blekinge år 1993.
Alice Tegnér-musikpriset delas ut till en eller flera personer, grupper eller föreningar, som gjort betydande insatser för barns och ungdomars musik och musicerande. Priset instiftades till  50-årsminnet av barnmusikskaparen Alice Tegnérs död 1943. Hon föddes och växte upp i Karlshamn och priset utdelas där i samband med den vart annat år återkommande festivalen Alice Tegnér-dagarna i Karlshamn, då också Alice Tegnérs musik framförs. Priset är på 25 000 kronor och instiftades av lokaltidningen Commersen, Karlshamns kommun, länsmusiken Musik i Blekinge, Rikskonserter och Sparbanken i Karlshamn.
Priset ska inte sammanblandas med Alice Tegnér-stipendiet, som instiftades av Karlshamns kommun 1964 och årligen utdelas till kulturverksamma personer med anknytning till Karlshamn.

## Pristagare
- 1994 – Georg Riedel
- 1996 – Musik & ungdom Väst
- 1998 – Låt & Leklaget
- 2000 – Gullan Bornemark
- 2002 – Jon-Roar Björkvold
- 2004 – Kerstin Andeby
- 2006 – Ahmadu Jah
- 2008 – Per Dunsö
- 2010 – Gunnel Fagius